# مصباح البديري
اللواء مصباح البديري (1930-2020) ، عسكري فلسطيني، ولد في مدينة القدس وشغل منصب القائد العسكري لجنوب سوريا، وكان يشغل منصب قائد جيش التحرير الفلسطيني.
وأمر الرئيس الفلسطيني محمود عباس بتسليم مكرمة رئاسية مالية وصرف مكافأة شهرية لعائلة المرحوم.
توفي بتاريخ 04-01-2020 في مدينة دمشق.

## سيرته
مصباح توفيق البديري كان من ضمن القوات الفلسطينية التي شاركت في حرب أكتوبر 1973، التي تمكن خلالها الجيش المصري من اجتياز خط برليف، حيث شاركت القوات الفلسطينية حينها بتنفيذ عمليات مع الجيش المصري الثالث، كما شارك في العمليات البطولية التي نفذتها قوات حطين والقادسية في الجولان المحتل، وخاصة عمليات الإنزال الجوي التي استهدفت مواقع الاحتلال في تل الفرس وجبل الشيخ. وأيد التدخل السوري في لبنان عام 1976، والذي كان يعارضه ياسر عرفات مما أدى به إلى الانشقاق عن جيش التحرير الفلسطيني في نفس العام. وكما كان اللواء مصباح البديري أحد أعضاء الدفعة الأولى من الضباط الفلسطينيين في أول دفعة ضباط تم تخريجها في تاريخ الجيش السوري بعد الاستقلال وكانت قد انطلقت الدورة منتصف عام 1946. وتم تخريج أعضائها نهاية نيسان/أبريل 1948، الذين حملوا رتبة الملازم، وشاركوا في حرب فلسطين في صفوف الجيش السوري والقليل منهم مازال على قيد الحياة.

## وصلات خارجية
- <http://arabi.ahram.org.eg/arabi/ahram/2004/7/24/WRLD14.HTM>
- <http://www.elaph.com/Politics/2004/10/16237.htm?sectionarchive=Politics>
- <https://www.alhayatp.net/?app=article.show.94743>